# Ігорів Брід
Ігорів Брід — ботанічний заказник місцевого значення. Об'єкт розташований на території Олевського району Житомирської області, ДП «Олевське ЛГ», Сновидовицьке лісництво, кв. 12, 13, 20.
Площа — 344 га, статус отриманий у 1979 році.